# أثلتيك بلباو كانتيرا
أثلتيك بلباو كانتيرا هي الأحداث أ (البشكنشية: Gazteak A) فريق تحت 18/19 عامًا والذي يمثل النادي في المنافسة الوطنية. ينتقل الخريجون الناجحون عادةً إلى الفريق التابع للنادي للاعبين الأصغر سناً، نادي باسكونيا، أو في بعض الأحيان مباشرة إلى فريق الاحتياط، أثلتيك بلباو ب، وكلاهما يعتبر أيضًا جزءًا من الكانتيرا نظرًا لكونهما مراحل في التقدم نحو الفريق الأول، على الرغم من المنافسة في نظام الدوري للبالغين.
تتمركز الأكاديمية في مجمع تدريب النادي، ليزاما، والذي يُستخدم غالبًا للإشارة إلى النظام نفسه.

## الخلفية والبنية
تولي أندية كرة القدم الكبرى في الدوريات الإسبانية عمومًا أهمية كبيرة لتطوير مراكزها للترويج للاعبين من الداخل أو بيعهم لأندية أخرى كمصدر للإيرادات. وباعتباره ناديًا لديه مجموعة صغيرة من اللاعبين للاختيار من بينهم بسبب سياسته التي تعتمد على اللاعبين الباسكيين فقط، فإن التركيز على المواهب المحلية أمر أكثر أهمية بالنسبة لأتلتيك بلباو.

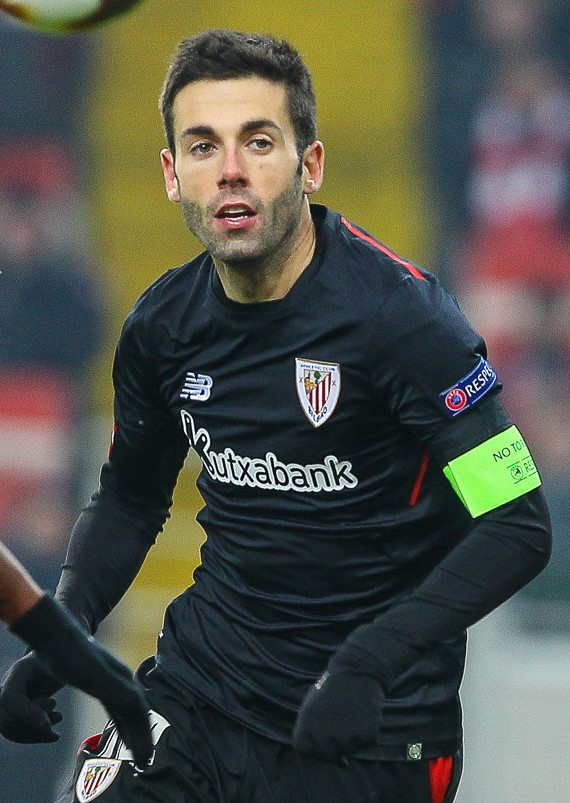
ماركيل سوسايتا هو مثال للاعب الذي انضم إلى النادي في سن مبكرة، وانتقل بثبات عبر جميع مستويات الشباب وأثبت نفسه في الفريق الأول

معظم لاعبي الفريق الأول في المواسم الأخيرة هم من خريجي أكاديمية الشباب: 15 من الفريق في عام 2014 (وفقًا لتحليل من المركز الدولي للدراسات الرياضية). في عام 2016، كان إجمالي عدد "اللاعبين المحليين" في أتليتيك، وعددهم 17 (وفقًا لإرشادات الاتحاد الأوروبي لكرة القدم: ثلاث سنوات من التدريب بين سن 15 و21 عامًا) الذين ما زالوا في ناديهم التكويني، هو الأعلى في الدوريات الخمس الكبرى في أوروبا، وهو رقم أكبر بكثير من جميع الأندية النخبوية الأخرى باستثناء جاره ريال سوسيداد. بما في ذلك ثمانية متدربين سابقين في أندية مؤهلة أخرى، احتل إجمالي 25 لاعباً محلياً من أتليتيك المركز الخامس على مستوى القارة، على الرغم من أنه جاء في المركز الثالث في إسبانيا خلف ريال مدريد وبرشلونة اللذين احتفظا بعدد قليل فقط من المحترفين رفيعي المستوى الذين أنتجوهم. وعلاوة على ذلك، أظهر تحليل نهاية العام أن هؤلاء الخريجين لم يكونوا مجرد أعضاء احتياطيين في الفريق بل كانوا عناصر متكاملة للفريق، حيث شاركوا في 64% من الدقائق في الدوري الإسباني 2016-2017، حيث احتلوا المركز السابع.
يتم إدخال مجموعة أساسية من الأولاد من مقاطعة بيسكاي المحلية لأول مرة إلى فرق ليزاما أليفين في حوالي سن 10 سنوات ويتقدمون بفئة عمرية كل موسم من خلال مستويات الأطفال والطلاب والشباب ؛ هناك اتفاقيات تعاون قائمة مع الأندية الصغيرة في المقاطعة، والتي يتعاون موظفوها مع الكشافة الرياضيين لتحديد أي مواهب بارزة تظهر في كل مرحلة. عادة ما ينضم اللاعبون الذين يحتفظ بهم أتليتيك بعد فترة لعبهم في فئة الشباب (عندما يبلغون من العمر حوالي 18 عامًا) إلى فريق المزرعة الخاص بالنادي في باساوري، نادي باسكونيا، والذي يلعب في المستوى الرابع الإقليمي لنظام الكبار الإسباني. يتم توسيع فريقهم عادةً من خلال التعاقدات الجديدة من أندية الشباب في المناطق الأوسع، وأبرزها دانوك بات وأنتيغوكو الذين يتحدون بانتظام فرق الأكاديمية المحترفة على اللقب في مجموعتهم قسم الشرف. كما ظهر عدد من اللاعبين الكبار من نادي شانتر في بامبلونا والذين لديهم اتفاقية تعاون مع أتليتيك (تم تجديدها لأربع سنوات أخرى في عام 2017).

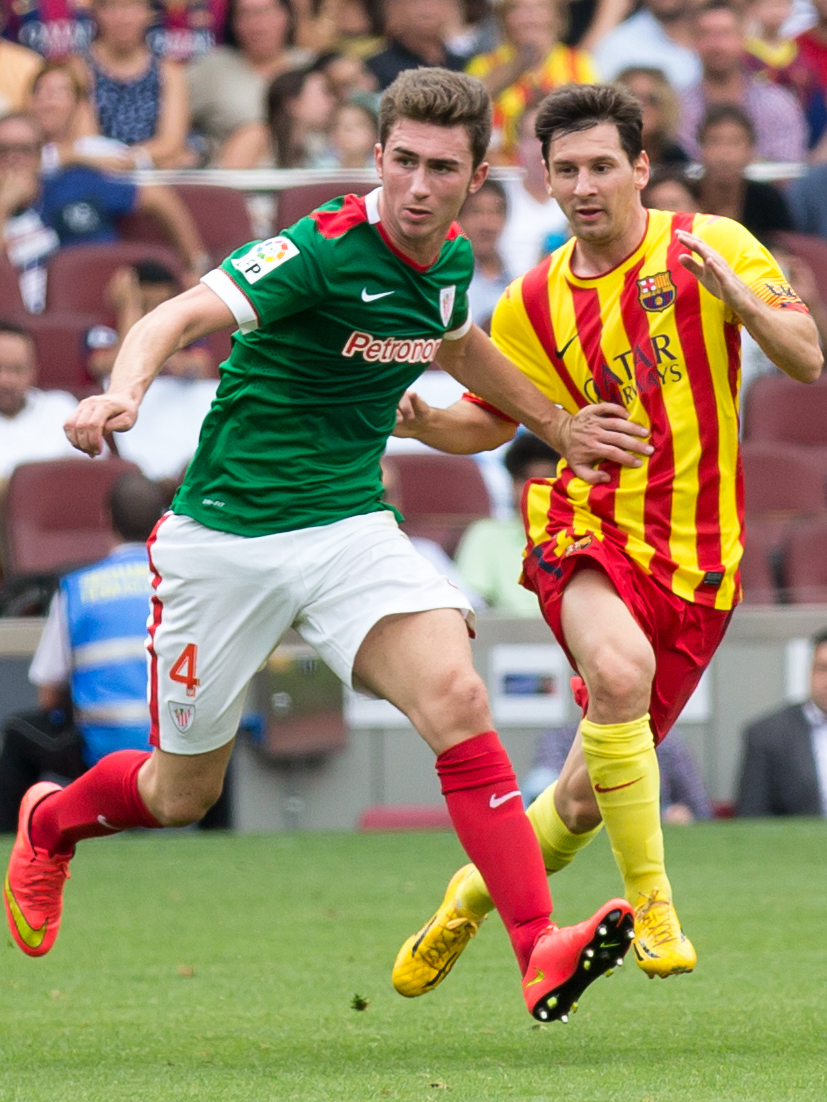
جلب انتقال خريج الشباب إيميريك لابورت (يسار) في عام 2018 إيرادات بقيمة 64 مليون يورو إلى النادي

يقضي اللاعبون عادة موسمًا أو موسمين في باسكونيا، ويخرج بعضهم على سبيل الإعارة إلى أندية محلية أخرى، قبل أن يتم ترقية الأفضل إلى فريق الاحتياطي بلباو أتليتيك ثم إلى الفريق الأول عندما يعتبرون جاهزين للقيام بذلك. هناك استثناءات لهذه السلسلة؛ حيث أظهر إيكر مونياين مثل هذا القدر من الوعد حيث تمت ترقيته مبكرًا إلى فريق الشباب (أ) عندما كان يبلغ من العمر 15 عامًا في عام 2008، وتم اختياره من قبل نادي بلباو أتليتيك بمجرد بلوغه 16 عامًا في يناير 2009 وأصبح لاعبًا أساسيًا في الفريق الأول في بداية الموسم التالي.

حصل النادي على أول صفقة كبيرة في انتقالات لاعب تخرج من نظام الشباب منذ صفقة صيف 2005 بقيمة 12 مليون يورو والتي نقلت آسيير ديل هورنو إلى تشيلسي  في يناير 2018، عندما انتقل إيميريك لابورت (أحد اللاعبين الفرنسيين القلائل الذين لعبوا للنادي على أي مستوى) إلى مانشستر سيتي مقابل رسوم تبلغ حوالي 64 مليون يورو، وهو مبلغ الشرط الجزائي في عقده. انتهت تلك الصفقة بعد سبعة أشهر عندما استحوذ تشيلسي على حارس المرمى كيبا أريزابالاجا، وهو لاعب في أتليتيك منذ سن التاسعة، مقابل شرط إطلاق سراحه البالغ 80 مليون يورو، مما جعله أغلى حارس مرمى في العالم.
1. ↑  خافي مارتينيز and أندير هيريرا were sold for large fees but were not youth players at Athletic; فرناندو يورينتي departed for nothing under freedom of contract

## المسابقات الوطنية
يلعب فريق شباب A في المجموعة الثانية من قسم الشرف لكرة القدم للشباب كمنافسة سنوية منتظمة. منافسيهم الرئيسيين في مجموعة الدوري هم ريال سوسيداد وأوساسونا. يلعب فريق تحت 17 عامًا، جوفينيل ب، في الرابطة الوطنية للشباب وهو القسم الأدنى من نفس الهيكل.
ويشارك الفريق أيضًا بانتظام في بطولة كأس أبطال الشباب وبطولة كأس الملك للشباب، ويعتمد التأهل إليها على المركز النهائي في المجموعة بالدوري. في هذه المسابقات الوطنية، تضم المنافسة فرق الأكاديمية لبرشلونة وأتلتيكو مدريد وإشبيلية وريال مدريد.

## البطولات الدولية
منذ سنوات عديدة، كان نادي أتليتيك نشطًا في إدخال فريق الشباب الخاص به في البطولات الدولية لاكتساب الخبرة، وفي الآونة الأخيرة اكتسبت هذه الأحداث مكانة بارزة في تقويم كرة القدم. في عام 2012 ظهر فريق شباب (بما في ذلك إيميرك لابورت وإينياكي ويليامز) في سلسلة الجيل القادم المدعوة ولكن تم إيقافها لاحقًا.
في موسم 2013-2014، تأهل الفريق الأول لأتلتيك إلى مرحلة المجموعات في دوري أبطال أوروبا، مما يعني أن فريق الشباب يمكن أن يلعب في نسخة 2014-2015 من دوري الشباب الأوروبي. وفي السنوات اللاحقة لم تكن هناك فرصة أخرى للمشاركة في هذه المسابقة بسبب فشل الفريق الأول في التأهل. الطريق البديل لدوري الشباب هو الفوز بكأس كوبا دي كامبيونيس للموسم السابق، لكن أتليتيك جوفينيل لم يتمكن حتى الآن من تحقيق ذلك، فقد خسروا النهائيات في عام 2022.
كما تتنافس مجموعة عمرية أصغر (فريق طالب عسكري B) في كأس مانشستر يونايتد الممتاز سنويًا. في عام 1998، فاز أتليتيك، بقيادة مدرب الفريق الأول المستقبلي إرنستو فالفيردي، بالبطولة، على الرغم من عدم تمكن أي من اللاعبين المشاركين، ولا حتى لاعب البطولة جونان جارسيا، من أن يصبحوا لاعبين منتظمين في الفريق الأول. ومن قبيل المصادفة أن هذا الموسم كان ناجحًا للغاية أيضًا بالنسبة للأقسام الأخرى داخل النادي: حيث احتل الفريق الأول المركز الثاني في الدوري وتأهل إلى دوري أبطال أوروبا بينما احتل بلباو أتليتيك المركز الثاني في مجموعته في الدرجة الثانية ب وفاز باسكونيا بقسمه في الدرجة الثالثة، على الرغم من عدم ترقية أي من الفرق الفرعية.
في عام 2006 (بما في ذلك إريك موران في الفريق) و2012 (بما في ذلك آسيير فيلاليبر) تنافس صغار النادي أيضًا في نهائيات كأس مانشستر يونايتد الإنجليزي الممتاز كممثل للدوري الإسباني بعد الفوز بالتصفيات الوطنية.

### المدربين الرئيسيين
غالبًا ما يكون المدربون لاعبين سابقين في نادي أتليتيك والذين تخرجوا من ليزاما. مديرا الأكاديمية، رافائيل ألكورتا وأندوني أيارزا، هم أيضًا لاعبون سابقون، وكذلك سلفهم خوسيه ماريا أموروروتو، والرئيس الذي عمل تحت قيادته، خوسو أوروتيا.
آخر تحديث ديسمبر 2018
.
| فريق      | عمر   | مدرب                           | الطبقة | الدوري                           |
| --------- | ----- | ------------------------------ | ------ | -------------------------------- |
| الأحداث أ | 16-18 | أندوني غاليانو جوكسيان ألفاريز | 1      | فرقة الشرف (الصف الثاني)         |
| جوفينيل ب | 16-17 | أندير بريدا جون سيوري          | 2      | الدوري الوطني (المجموعة الرابعة) |
| كاديت أ   | 15-16 | جون سولاون تكسيما أنيبارو      | 1      | كاديتي ليجا فاسكا                |
| كاديت ب   | 14-15 | أندير آلانا لويس برييتو        | 2      | فرقة الشرف للكاديت               |

## موسم إلى موسم (شباب أ)

### الدوري الممتاز / دوري الشرف تحت 19
المواسم التي حققت فيها الفريقان الفوز المزدوج موضحة بالخط العريض
| موسم    | مستوى | مجموعة | موضع   | كأس ملك إسبانيا للشباب | ملحوظات |
| ------- | ----- | ------ | ------ | ---------------------- | ------- |
| 1986–87 | 1     |        | الرابع | الوصيف                 |         |
| 1987–88 | 1     |        | الثالث | نصف النهائي            |         |
| 1988–89 | 1     |        | الأول  | الوصيف                 |         |
| 1989–90 | 1     |        | السادس | دور الـ16              |         |
| 1990–91 | 1     |        | السادس | دور الـ16              |         |
| 1991–92 | 1     |        | الأول  | الفائزون               |         |
| 1992–93 | 1     |        | السابع | نصف النهائي            |         |
| 1993–94 | 1     |        | الرابع | دور الـ16              |         |
| 1994–95 | 1     |        | الثالث | ربع النهائي            |         |

### قسم شرف الشباب
المواسم التي تحتوي على كأسين أو أكثر موضحة بالخط العريض
| *الموسم* | المستوى | المجموعة | الموقف | كوبا ديل راي جيوف | كوبا دي كامبيونز   | أوروبا/النص               |
| -------- | ------- | -------- | ------ | ----------------- | ------------------ | ------------------------- |
| 1995–96  | 1       | 2        | الأول  | نصف النهائي       | الثالث في مجموعة 3 | —                         |
| 1996–97  | 1       | 2        | الثاني | جولة 16           | ن/أ                | —                         |
| 1997–98  | 1       | 2        | الثاني | جولة 16           | ن/أ                | —                         |
| 1998–99  | 1       | 2        | الثالث | ربع النهائي       | ن/أ                | —                         |
| 1999–00  | 1       | 2        | الثاني | نصف النهائي       | ن/أ                | —                         |
| 2000–01  | 1       | 2        | الثاني | ربع النهائي       | ن/أ                | —                         |
| 2001–02  | 1       | 2        | الثالث | نصف النهائي       | ن/أ                | —                         |
| 2002–03  | 1       | 2        | الأول  | جولة 16           | الثاني في مجموعة 3 | —                         |
| 2003–04  | 1       | 2        | الأول  | ربع النهائي       | الثاني في مجموعة 3 | —                         |
| 2004–05  | 1       | 2        | الثاني | ربع النهائي       | ن/أ                | —                         |
| 2005–06  | 1       | 2        | الثاني | ربع النهائي       | ن/أ                | —                         |
| 2006–07  | 1       | 2        | الخامس | ن/أ               | ن/أ                | —                         |
| 2007–08  | 1       | 2        | الرابع | ن/أ               | ن/أ                | —                         |
| 2008–09  | 1       | 2        | الأول  | المنتخبون         | الثاني في مجموعة 3 | —                         |
| 2009–10  | 1       | 2        | الأول  | الفائزون          | الثاني في مجموعة 3 | —                         |
| 2010–11  | 1       | 2        | الأول  | ربع النهائي       | ربع النهائي        | —                         |
| 2011–12  | 1       | 2        | الثالث | جولة 16           | ن/أ                | ن/أ                       |
| 2012–13  | 1       | 2        | الأول  | المنتخبون         | ربع النهائي        | الرابع في مرحلة المجموعات |
| 2013–14  | 1       | II       | الرابع | ن/أ               | ن/أ                | ن/أ                       |
| 2014–15  | 1       | II       | الثاني | جولة 16           | ن/أ                | الثالث في مرحلة المجموعات |
| 2015–16  | 1       | II       | الأول  | ربع النهائي       | ربع النهائي        | ن/أ                       |
| 2016–17  | 1       | II       | الثالث | ن/أ               | ن/أ                | ن/أ                       |
| 2017–18  | 1       | II       | الأول  | نصف النهائي       | ربع النهائي        | ن/أ                       |
| 2018–19  | 1       | II       | السابع | ن/أ               | ن/أ                | ن/أ                       |
| 2019–20  | 1       | II       | الأول  | ن/أ               | ن/أ                | ن/أ                       |
| 2020–21  | 1       | II-B/C   | 1 / 1  | غير متوفر         | ربع النهائي        | غير متوفر                 |
| 2021–22  | 1       | II       | الأول  | جولة 16           | المنتخبون          | ن/أ                       |
| 2022–23  | 1       | II       | الأول  | نصف النهائي       | نصف النهائي        | ن/أ                       |
| 2023–24  | 1       | II       | الأول  | جولة 32           | ربع النهائي        | ن/أ                       |

1. ↑  In March 2020, all fixtures were suspended due to the جائحة فيروس كورونا في إسبانيا. On 6 May 2020, the الاتحاد الملكي الإسباني لكرة القدم announced the premature end of the leagues, revoking all relegations, declaring each divisional leader as champion and cancelling the Copa del Rey Juvenil and the Copa de Campeones for the season.[33]
2. ↑  Copa del Rey Juvenil not held in 2020–21.
3. ↑  Copa del Rey Juvenil not held in 2020–21.

## الجوائز
المسابقات الوطنية
- División de Honor (المجموعة الثانية) :(الدوري الجهوي)
  - 7: 1977، 1978، 1979، 1981، 1983، 1984، 1986(الدوري الوطني للأحداث 1975–86)
  - 14 1996، 2003، 2004، 2009، 2010، 2011، 2013، 2016، 2018، 2020، 2021، 2022، 2023، 2024(التنسيق الحالي منذ عام 1995)
- كأس الأبطال :
  - 2 1989، 1992(دوري الدرجة الأولى للشباب / دوري الشرف تحت 19 عامًا، دوري فردي، 1986–95)
  - 0(التنسيق الحالي منذ عام 1995)
  - الوصيف 2022[34]
- كأس ملك إسبانيا :(منذ عام 1951)
  - الفائزون 9 مرات 1963، 1964، 1965، 1966، 1967، 1970، 1984، 1992، 2010[35]
  - وصيف البطل 8 مرات، مؤخرًا في عام 2009[36] و 2013[37]

## روابط خارجية
- ملخص مرافق ليزاما على الموقع الرسمي
- موقع غير رسمي يُركز على فرق كانتيرا أتليتيك (بالإسبانية)